# Pokabius loganus
Pokabius loganus är en mångfotingart som först beskrevs av Chamberlin 1925.  Pokabius loganus ingår i släktet Pokabius och familjen stenkrypare. Inga underarter finns listade i Catalogue of Life.